# Arthur Boon
Arthur Josephus Maria Boon (Blaasveld, 7 april 1883 – Jette, 3 januari 1938) was een Belgisch hoogleraar, bestuurder en priester.

## Levensloop
Boon doorliep zijn humaniora aan het Klein Seminarie van Mechelen, alwaar hij op zijn 22e tot priester werd gewijd. Vervolgens studeerde hij Germaanse filologie aan de Katholieke Universiteit Leuven, alwaar hij in 1909 afstudeerde als doctor in de wijsbegeerte en letteren.
Vervolgens was hij leraar in het Sint-Romboutscollege te Mechelen en aalmoezenier als oorlogsvrijwilliger tijdens Eerste Wereldoorlog, alwaar hij soldaten aan het front de mogelijkheid bood een humaniora-examen af te leggen in de taal van hun keuze. In 1921 volgde hij Carolus Lecoutere op als hoogleraar neerlandistiek aan de Katholieke Universiteit Leuven, nadat Jules Persyn geweerd werd.
In 1925 werd hij verkozen tot voorzitter van het Davidsfonds, een functie die hij zou uitoefenen tot 1938. In de hoedanigheid van voorzitter volgde hij Emiel Vliebergh op, zelf werd hij opgevolgd door Arthur Janssen. Samen met secretaris Eduard Amter en ondervoorzitter Ferdinand Maertens zette hij vanaf 1926 een vernieuwing van de beweging in gang, met daaruit voortvloeiend een toename van het ledenaantal en plaatselijke afdelingen.
In 1929 was hij medestichter van Radio Veltem en later was hij stichter-directeur van de N.V. Radio, de later Katholieke Vlaamse Radio Omroep (KVRO). Tevens was hij van 1930 tot aan zijn dood lid van de raad van beheer van het Nationaal Instituut voor de Radio-omroep (NIR) en lid van de Hoge Raad voor Volksontwikkeling.
- Digitale Bibliotheek voor de Nederlandse Letteren: boon001
- Nederlandse Thesaurus van Auteursnamen: 098212362
- Virtual International Authority File: 287953288
- WorldCat: E39PBJkdpHBt8TgJRfcf6WjHmd